# Twist (magazyn)
Twist – miesięcznik dla nastolatek, wydawany przez Wydawnictwo Bauer. Zawierał artykuły o gwiazdach, modzie i urodzie. Redaktorem naczelnym nieistniejącego już tytułu Ilona Zawistowska.